# Ricca Allen
Ricca Allen (9 de junio de 1863-13 de septiembre de 1949) fue una actriz de teatro y cine nacida en Canadá. Actuó en más de 50 películas entre 1913 y 1941.

## Biografía
Allen nació en Victoria (Columbia Británica), hija de John Allen, de Oakland (California), y sus hermanas Louise Allen y Ray Allen fueron bailarinas populares en la década de 1880. Durante nueve años actuó en una compañía dirigida por Nance O'Neil. Más tarde tuvo su propia compañía en el vodevil.
Allen actuó en el Niblo's Garden durante más de cinco años. Sus créditos en Broadway incluyen Blind Alleys (1924), Up and Down Broadway (1910), Uncle Tom's Cabin (1907), Judith of Bethulia (1904), The Fires of St. John (1904), Hedda Gabler (1904) and Magda (1904).
Allen murió en Los Ángeles, California.

## Filmografía parcial
- Fatty Again (1914)
- A Daughter of the Gods (1916)
- Aladdin’s Other Lamp (1917)
- The Mortal Sin (1917)
- The Lifted Veil (1917)
- Life's Whirlpool (1917)
- Outwitted (1917)
- The Duchess of Doubt (1917)
- God's Man (1917)
- A Wife by Proxy (1917)
- Lady Barnacle (1917)
- The Heart of a Girl (1918)
- Our Mrs. McChesney (1918)
- The Shell Game (1918)
- With Neatness and Dispatch (1918)
- The Divorcee (1919)
- Speedy Meade (1919)
- The Man Who Stayed at Home (1919)
- Headin' Home (1920)
- The Song of the Soul (1920)
- The Oath (1921)
- Silas Marner (1922)
- The Empty Cradle (1923)
- The Mad Dancer (1925)
- The Virgin Wife (1926)
- Close Harmony (1929)
- The Trail of the Lonesome Pine (1936)
- One Million B.C. (1940)